# كريستيان أوساغونا
كريستيان أوساغونا (بالإنجليزية: Christian Osaguona)‏ هو لاعب كرة قدم نيجيري من مواليد 20 أكتوبر 1990 ، يشغل حاليا مركز مهاجم .

## مسيرته الدولية
تم استدعاء أوساغونا للعب ضمن صفوف المنتخب الوطني النيجيري المشارك في تصفيات كأس أمم إفريقيا 2015 ، و قد لعب أول مباراة له مع المنتخب في 20 سبتمبر 2014 ضد منتخب جنوب أفريقيا بعدما دخل مكان اللاعب غبولهان سلامي في الدقيقة 63 من عمر المقابلة .

## روابط خارجية
- كريستيان أوساغونا على موقع قاعدة بيانات كرة القدم.إي يو (الإنجليزية)
- كريستيان أوساغونا على موقع ناشيونال فوتبول تيمز (الإنجليزية)
- كريستيان أوساغونا على موقع Soccerway.com (الإنجليزية)